# Awsard (provins)
Awsard (arabiska: إقليم أوسرد, spanska: Auserd, franska: Aousserd) är en av Marocko definierad provins i regionen al-Dakhla-Wadi al-Dhahab, mestadels i den marockanskkontrollerade delen av det omstridda området Västsahara. Marocko räknar också en del av det SADR-kontrollerade området till provinsen, liksom al-Kawira som kontrolleras av Mauretanien. Antalet invånare i den marockanskkontrollerade delen var 16 190 vid folkräkningen 2014. Arean är 65 917 kvadratkilometer.[källa behövs]